# 第7軍 (ドイツ軍)
第7軍（独Deutsche 7. Armee）は第二次世界大戦時のドイツ軍の部隊である。

## 歴史
第7軍はフリードリヒ・ドルマン大将を司令官として1939年8月25日に設立された。1944年のノルマンディー上陸作戦時には、B軍集団に所属、前第2SS装甲軍団司令官パウル・ハウサー親衛隊上級大将が、ドルマン大将の死後（自殺説あり）、指揮をとった。フランス西北部のブルターニュ地方やコタンタン半島に配置された。
第7軍はノルマンディー上陸作戦中の大部分の戦いに参加、その支援を新設された第5装甲軍が行い、第15軍がパ＝ド＝カレーに配置された。
第7軍はファレーズ・ポケットで包囲され、ほとんど壊滅状態に陥った。連合軍がマーケットガーデン作戦を発動させていた頃、第7軍はベルギー、ルクセンブルク国境のアルデンヌに配置されていた。
ラインの守り作戦が発動された時、第7軍には3個歩兵師団と1個降下猟兵師団が所属していた。第7軍の役割は、攻撃の主体を行う第5装甲軍の南面の防衛を行うことになっていたが、作戦後、その戦力は10分の1までに低下した。
レマーゲンの戦いの後、連合軍によりルール地方で包囲され、第7軍はアメリカ第1軍に降伏した。

### 司令官
- 1939年8月25日-1944年6月28日：フリードリヒ・ドルマン大将
- 1944年6月29日-1944年8月20日：パウル・ハウサー親衛隊上級大将
- 1944年8月21日-1944年9月2日：ハインリッヒ・エーバーバッハ（Heinrich Eberbach）大将
- 1944年9月3日-1945年2月21日：エーリッヒ・ブランデンベルガー大将
- 1945年2月21日-1945年3月25日：ハンス・フェルバー（Hans Felber）大将
- 1943年3月26日-1945年5月4日：ハンス・フォン・オープストフェルダー（Hans von Obstfelder）大将